# Roy Beltman
Roy Beltman (Amsterdam, 8 juni 1946 - Laren, 30 juli 2005) was een Nederlands producer van lichte muziek.
Beltman was tussen 1963 en 1967 gitarist in de band The Caps (met onder anderen zanger Hans van Hemert en basgitarist Bert Ruiter). In 1973 werd hij producer bij Negram, en in 1977 begon hij zijn eigen productiemaatschappij Corduroy, samen met componist en tekstschrijver Cor Aaftink. Hij was vanaf 1975 de vaste producer van BZN, en werkte daarnaast onder anderen met Finch, Fungus, Sido Martens, Long Tall Ernie and the Shakers, Erna Jones, Blue Feather, Newz, Highlight, het duo Saskia & Serge en Jan Smit
Beltman kreeg een Gouden Harp in 1998. In 2001 won hij de Exportprijs voor zijn werk als producer van Jan Smit.
Beltman overleed op 59-jarige leeftijd aan kanker. Hij was al enige tijd ziek.